# Methia picta
Methia picta là một loài bọ cánh cứng trong họ Cerambycidae.